# Acaryochloris marina

Структура хлорофилла d

Acaryochloris marina (лат.) — вид симбиотических цианобактерий из порядка Synechococcales. В качестве основного пигмента фотосинтеза используют хлорофилл d, что позволяет им улавливать свет дальней красной области спектра (максимум поглощения — 710 нм длины волны).

## История изучения
Вид был открыт в 1993 году из прибрежного кораллового изолята в архипелаге Палау (запад Тихого океана), первые сведения были опубликованы в 1996 году в журнале Nature. Несмотря на включённое в эту публикацию заявление о скором выходе формального описания, из-за сложностей филогенетического анализа вид к настоящему моменту получил лишь предварительное описание (в 2003 году).

## Геном
Геном Acaryochloris marina был секвенирован в 2008 году. Общая длина оказалась довольно большой в сравнении с другими прокариотами — 8,3 млн пар оснований. Значительная часть генетической информации хранится в 9 плазмидах, представленных в клетках этих цианобактерий в единственных копиях.

## Название
В названии Acaryochloris скомбинированы древнегреческие приставка ἄν — «без», существительное κάρυον — «орех» (в данном случае — «ядро») и прилагательное χλωρός — «зелёный». Видовой эпитет marina означает «морской».
В связи с проблематичностью классификации цианобактерий, Acaryochloris marina, как и многие другие виды этого отдела, ещё не получили валидного описания, необходимого для включения в систему. Корректная с точки зрения Международного кодекса номенклатуры прокариот форма записи в таких случаях предполагает заключение названия в кавычки, однако на практике этим правилом пренебрегают.